# Jean Bégoin
Jean Bégoin, né le 5 août 1925 à Matha (Charente-Maritime), est un psychiatre et psychanalyste français.

## Études et formation
Jean Bégoin fait ses études secondaires à Saint-Nazaire et Nantes, où sa mère est enseignante et son père directeur d'école primaire. Il étudie la médecine à l'université de Nantes, puis se forme en neuropsychiatrie. Il est psychiatre au sanatorium du Plateau d'Assy de 1957 à 1963. Il entreprend sa formation psychanalytique en 1957 à Genève, en faisant une analyse avec Raymond de Saussure, l'un des fondateurs de la Société suisse de psychanalyse, puis une deuxième analyse avec Marcelle Spira, psychanalyste d'inspiration kleinienne. Dans ce cadre, il bénéficie de contrôles collectifs ou privés, avec des membres du groupe kleinien de Londres invités à Genève pour assurer des formations : Esther Bick, Betty Joseph, Isabel Menzies, Donald Meltzer, Frank Philips, Sidney Klein, H.A. Thorner.
Il épouse Florence Guignard, elle aussi psychanalyste et ils ont deux enfants. Ils s'installent à Paris en 1970 et accueillent dans leur appartement, en 1974, le groupe préalable au GERPEN (Groupe d'études et de recherches psychanalytiques pour le développement de l'enfant et du nourrisson), auquel appartiennent James Gammill et Geneviève Haag, autour de Martha Harris et de Donald Meltzer, Esther Bick, Frances Tustin. Il poursuit auprès du groupe kleinien de Londres, la postformation commencée à Genève.
Jean Bégoin est ancien membre de la Société suisse de psychanalyse (1965-?), de la Société psychanalytique de Paris (1978-1999) et de l'Association psychanalytique internationale

## Principaux travaux
Il conduit pendant plusieurs années des séminaires d'observation psychanalytique du nourrisson, ainsi que des séminaires sur les interactions Mère-Enfant. Il dirige, pendant une vingtaine d'années, un séminaire de formation de psychanalyse d'enfants et d'adolescents à Lisbonne, auprès de la Société portugaise de psychanalyse.
Il a publié des articles cliniques et théoriques dans la Revue française de psychanalyse, dont il a été rédacteur, et dans d'autres revues. Il a donné des conférences en France et à l'étranger.
Jean Bégoin a contribué, avec d'autres psychanalystes, à introduire la pensée kleinienne et post-kleinienne en France et dans les pays francophones, notamment en traduisant et en préfaçant deux des premiers livres de Donald Meltzer : Le processus psychanalytique et Les structures sexuelles de la vie psychique. Il a également écrit la préface de la traduction française du dernier livre de D. Meltzer : Le Claustrum. Une exploration des phénomènes claustrophobiques.

## Publications
- Névrose et traumatisme, Revue française de psychanalyse, vol. 51, 3/1987, p. 999-1020.
- Introduction à la notion de souffrance psychique : Le désespoir d’être, Revue française de psychanalyse, vol. 53, 1/1989, p. 457-469, 1988.
- La violence du désespoir, ou le contresens d’une « pulsion de mort » en psychanalyse, Revue française de psychanalyse, vol. 53, 2/1989, p. 619-641, 1989.
- Dépression et destructivité dans la vie psychique de l’enfant, Journal de la psychanalyse de l’enfant, no 13, Dépressions – Bayard Editions – 1993 - p. 100-125, 1993.
- Liberté et tyrannie, in : W.R. Bion, une théorie pour l’avenir, colloque de l’Association française de psychiatrie, p. 107-118, Ed. Métaillé, Paris.
- Vivre le manque, souffrir l’absence, Cahiers de psychologie clinique, 1997, no 8, Bruxelles, p. 25-48, 1997
- La problématique du deuil et le métabolisme de la souffrance psychique, Monographies de psychanalyse, no 4, Puf, 1998.